# Sinfonia n. 5 (Dvořák)
La Sinfonia n. 5 in Fa maggiore, Op. 76, B. 54 fu composta dal compositore Ceco Antonín Dvořák.

## La Sinfonia
Dvořák compose la sua Quinta sinfonia a cavallo tra i mesi di Giugno e Luglio del 1875. Il numero dell'Opus pare non sia corretto, in quanto questo lavoro fu inizialmente autografato con il numero 24, ma l'editore Simrock (non curante delle proteste del compositore) diede a questa opera il numero 76. È considerata una sinfonia in stile pastorale, simile alla Sesta Sinfonia dello stesso Dvořák, che verrà composta circa 5 anni più tardi.
La Sinfonia venne eseguita solo 4 anni dopo la sua composizione, il 25 marzo del 1879 a Praga, condotta da Adolf Čech. Fu pubblicata da Fritz Simrock nel 1888 (anche come arrangiamento per pianoforte a 4 mani). La Sinfonia fu rivista nell'autunno del 1887.
Questo lavoro è dedicato ad Hans von Bülow, in riconoscenza della particolare predisposizione del direttore ad eseguire le opere orchestrali di Dvořák.

## Forma
Questa sinfonia consiste di 4 movimenti:
1. Allegro ma non troppo
2. Andante con moto, attacca
3. Andante con moto, quasi l'istesso tempo - Allegro scherzando
4. Finale: Allegro molto

Una tipica esecuzione di questa sinfonia dura circa 40 minuti. 

## Strumentazione
Questa sinfonia prevede il seguente organico orchestrale:
- 2 flauti (uno anche ottavino)
- 2 oboi
- 2 clarinetti (in un punto del finale anche clarinetto basso)
- 2 fagotti
- 4 corni
- 2 trombe
- 3 tromboni
- Basso Tuba
- Percussioni: timpani e triangolo
- Strumenti ad arco (violini, viole, violoncelli e contrabassi)

## Registrazioni
Discografia selettiva
- 1936 Thomas Beecham, London Philharmonic Orchestra, Symposium SYMCD1096/7
- 1952 Karel Šejna, Orchestra Filarmonica Ceca, Supraphon SU3852-2
- 1965 István Kertész, London Symphony Orchestra, Decca 430 046-2DC6; 467 472-2DH2
- 1967 Witold Rowicki, London Symphony Orchestra, Decca 478 2296DB6
- 1972 Rafael Kubelík, Berliner Philharmoniker, DG 463 158-2GB6
- 1977 Otmar Suitner, Staatskapelle Berlin, Berlin Classics 0300036BC
- 1979 Zdeněk Košler, Orchestra Filarmonica Slovacca, Brilliant 92369
- 1980 Andrew Davis, Philharmonia Orchestra, RCA 82876 70830-2
- 1982 Václav Neumann, Orchestra Filarmonica Ceca, Suraphon SU3704-2; SU3706-2
- 1987 Neeme Järvi, Royal Scottish National Orchestra, Chandos CHAN8552; CHAN9991
- 1988 Libor Pešek, Orchestra Filarmonica Ceca, Virgin 561853-2
- 1988 Martin Turnovský, Orchestra sinfonica di Bamberga, Aulos AUL66002
- 1989 Stephen Gunzenhauser, Orchestra Filarmonica Slovacca, Naxos 8 550270; 8 501701
- 1989 Mariss Jansons, Filarmonica di Oslo, EMI 585702-2; 500878-2; Brilliant 92779
- 1990 Vladimir Ghiaurov, Orchestra Filarmonica di Plovdiv, Capriole CA14005
- 1991 Bohumil Kulínský, Orchestra Sinfonica di Praga, Multisonic 31 0072-2
- 1992 Jiří Bělohlávek, Orchestra Filarmonica Ceca, Chandos CHAN9475
- 1996 Orchestra del Teatro Giuseppe Verdi di Trieste, Julian Kovatchev, Real Sound RS053 0134
- 2001 Ivan Anguélov, Orchestra Sinfonica della Radio Slovacca, Oehms Classics OC376
- 2001 Vladimír Válek, Orchestra Sinfonica della Radio di Praga, Supraphon SU3802-2
- 2006 Jiří Bělohlávek, Orchestra Sinfonica della BBC, Warner 2564 63235-2